# Franklin April
Franklin April (* 18. April 1984 in Windhoek, Namibia; † 18. Oktober 2015) war ein namibischer Fußballspieler. Er war Abwehrspieler beim namibischen Klub Civics FC und in der namibischen Nationalmannschaft.
April kam 1999 zum Civics FC und rückte mit 16 Jahren in die erste Mannschaft auf. 2005, 2006 und 2007 gewann er mit den Civics die Meisterschaft in der Namibia Premier League, der höchsten Spielklasse des Landes. 2003 und 2008 gewann er den NFA-Cup. Bis zum Dezember 2007 absolvierte er etwa 185 Spiele in der höchsten namibischen Spielklasse.
2007 nahm er mit der Nationalmannschaft an der Afrikameisterschaft 2008 in Ghana teil.
April erlag im Oktober 2015 einem Asthma-Anfall.